# Parque Bicentenario (Ciudad de México)
El Parque Bicentenario es un parque de la Ciudad de México. Está situado en la zona poniente, en los límites de las alcaldías Azcapotzalco y Miguel Hidalgo. Fue construido en los terrenos de lo que fue la Refinería 18 de Marzo de Pemex y como parte de los festejos del Bicentenario de la Independencia de México e inaugurado por el entonces presidente Felipe Calderón el 7 de noviembre de 2010. Este parque es diez veces más grande que la Plaza de la Constitución (Zócalo) en el centro histórico de la Ciudad de México; el Parque Bicentenario es el segundo pulmón más grande de la ciudad.
La entrada al parque es gratuita de 7 a. m. a 6 p. m.. 

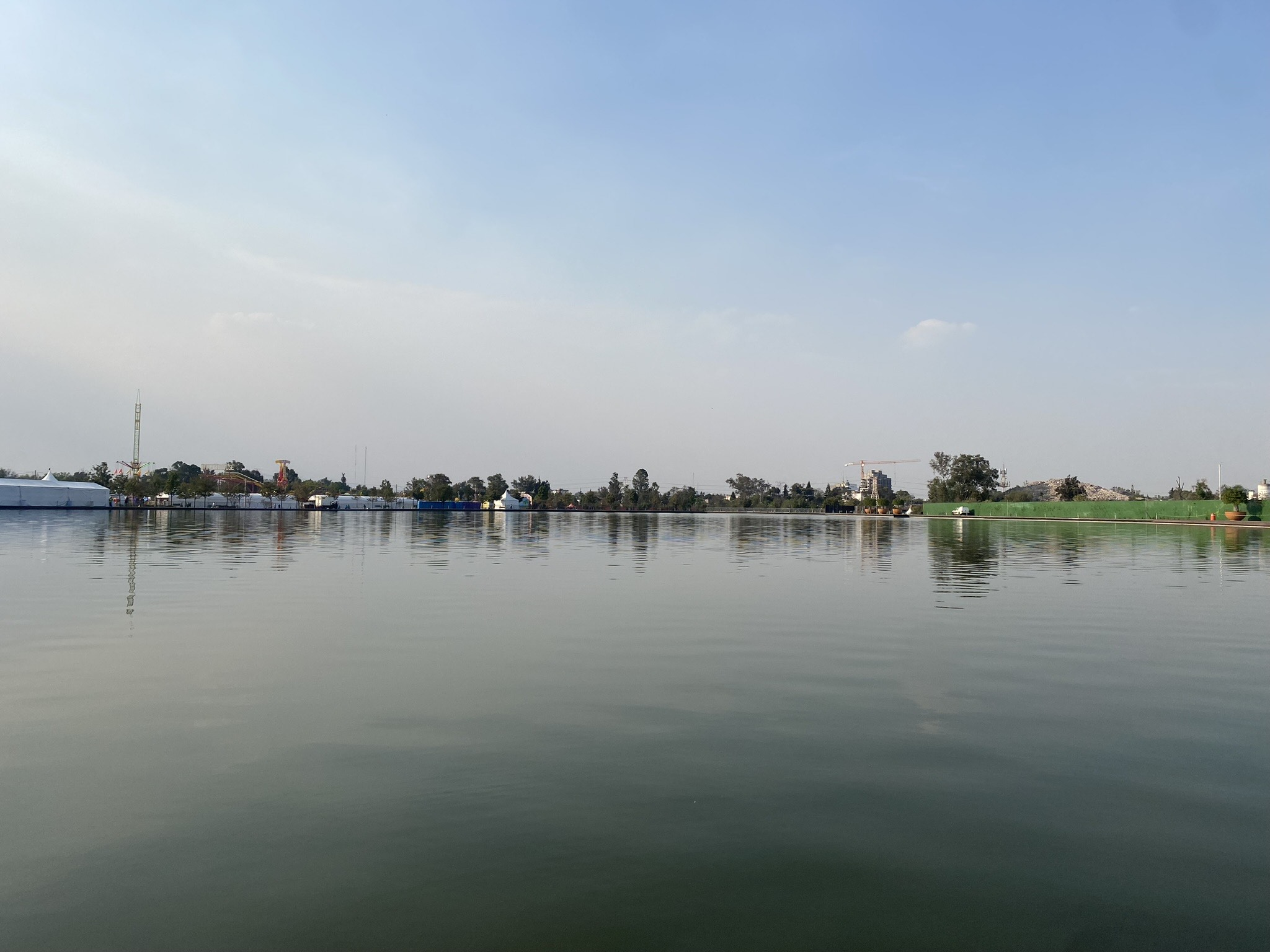
Lago de día del Parque Bicentenario en la CDMX

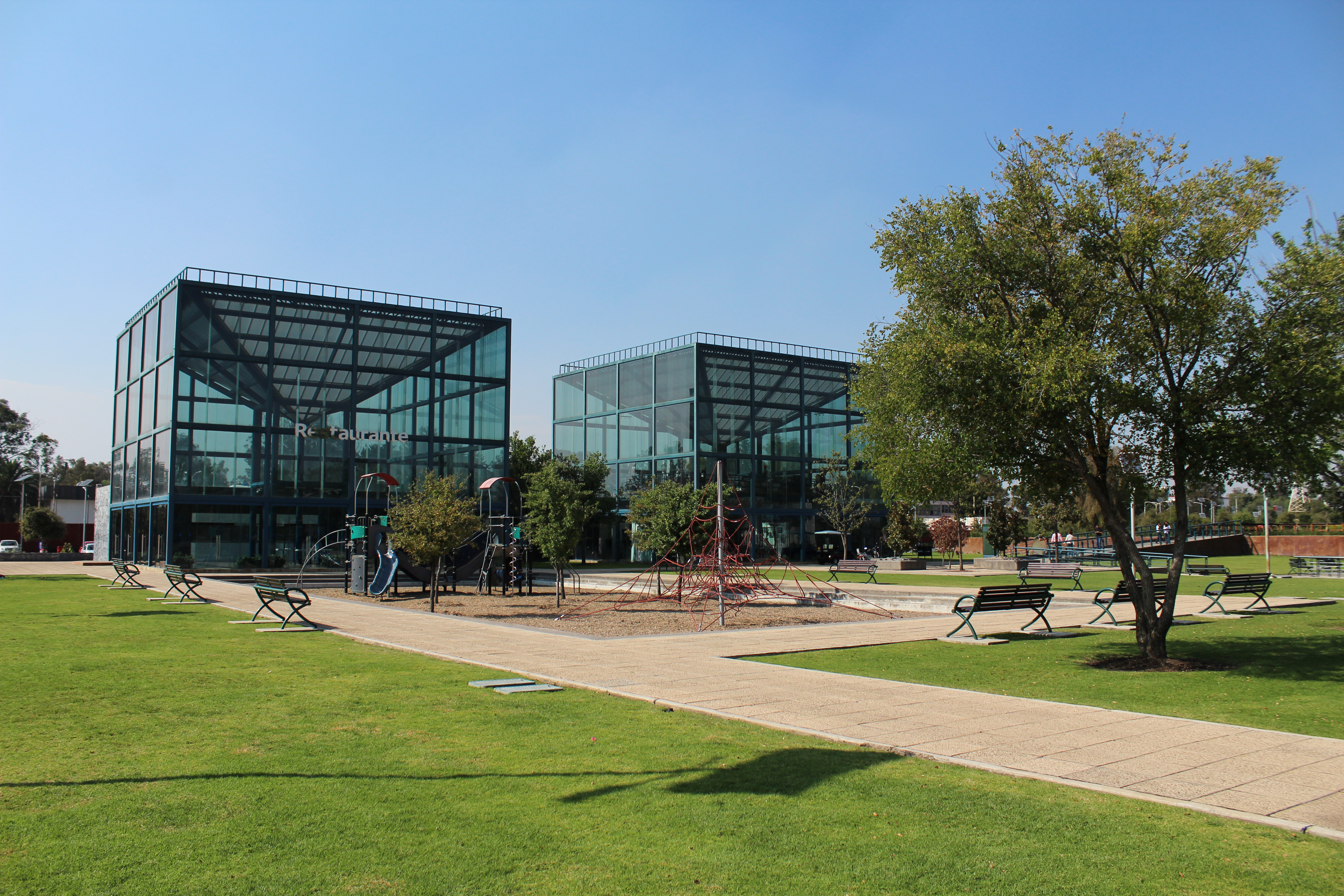
Jardín Natura en el Parque Bicentenario.

## Construcción
La propuesta de desarrollo de esta área verde tiene sus orígenes en 1991 cuando la Refinería de Azcapotzalco de Petróleos Mexicanos (Pemex) fue clausurada debido a los fuertes problemas de contaminación que generaba tanto en sus inmediaciones como para el conjunto de la Zona Metropolitana del Valle de México. Tras más de diez años de abandono, los terrenos de la antigua refinería fueron cedidos por Pemex al Gobierno Federal en 2007, año en el cual iniciaron las labores de remediación ambiental del predio que estuvieron a cargo de la paraestatal, varias universidades públicas de México así como asesores internacionales. Una vez reducidos los contaminantes existentes en el predio, dieron inicio los trabajos de arquitectura del paisaje, mismos que estuvieron a cargo de un grupo multidisciplinario encabezado por Mario Schjetnan, también autor de otras áreas verdes como el Parque Tezozomoc o el Parque Ecológico de Xochimilco.
El parque es una instalación ecológica en cuyo interior se recrean 7 diferentes climas y tipos de vegetación representativos del país, así como una chinampa experimental, lago artificial, un orquideario, un auditorio e instalaciones deportivas diversas. Los trabajos estuvieron a cargo de la empresa del Gobierno Federal Fonatur Constructora, realizándose los últimos trabajos de adaptación en el año de 2011.

## Concesión del parque
El 12 de octubre de 2017, durante la administración de Enrique Peña Nieto, la Semarnat cedió la administración del parque al Instituto de Administración y Avalúos de Bienes Nacionales (INDAABIN), quien a su vez lo concesionó a la empresa privada Operadora de Proyectos de Entretenimiento NLP, el 1 de marzo de 2018, por 25 años. Semarnat argumentó que no contaba con el presupuesto para el mantenimiento del parque, pero que continuaría siendo de acceso público.
Organizaciones y grupos vecinales, señalaron que la empresa ha descuidado las áreas verdes del parque, pues lucran con el mismo para la realización de eventos masivos y esto "viola su derecho a un ambiente sano, a la salud y a la cultura".
Desde que el parque fue concesionado, el acceso al estacionamiento tiene un cobro, dejaron de estar abiertos algunos baños, dejó de realizarse la Feria Internacional del Libro Juvenil, el museo no ofrece exposiciones, y la planta de tratamiento de agua no funciona. Asimismo, se ha señalado que los ajolotes que habían sido introducidos a la chinampa, murieron.
Tras los eventos ocurridos tras la Tragedia del Festival Axe Ceremonia 2025 y la suspensión de actividades del parque, el INDAABIN anunció la revisión de la concesión del parque.
De igual manera, la presidenta Claudia Sheinbaum instruyo a las autoridades de la SEDATU la investigación a la concesión, haciendo énfasis en que el caso ocurrido sea resuelto y que no quede impune.

## Jardines del parque

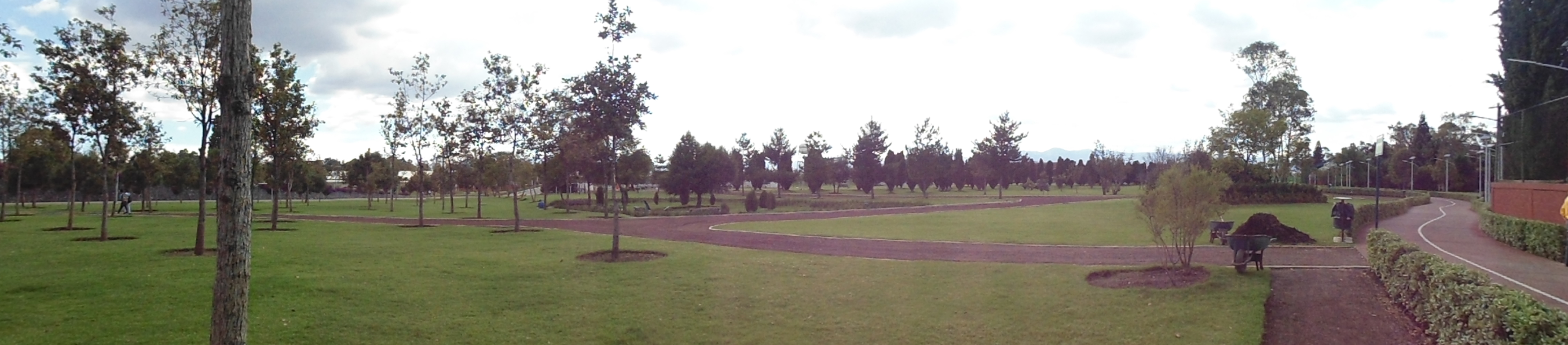
Panorámica del parque bicentenario.

El parque cuenta con 55 hectáreas, las cuales se han dividido en cinco jardines:
- Viento
- Agua
- Natura
- Sol
- Tierra

## Transporte
A unos metros de su acceso principal se localiza la estación Refinería de la línea 7 del metro de la Ciudad de México.